# 希望在人间
《希望在人间》是1949年上映的中国故事片，由昆仑影业公司1949年出品，沈浮编导，朱今明、胡振华摄影，蓝马、上官云珠主演。